# Otlone di Sant'Emmerano
Otlone di Sant'Emmerano, in tedesco Otloh von Sankt Emmeram o Othlo o Othlonus (Tegernsee, 1010 – Ratisbona, 23 novembre tra il 1070 e il 1083), è stato un monaco cristiano tedesco presso l'abbazia di Sant'Emmerano di Ratisbona.

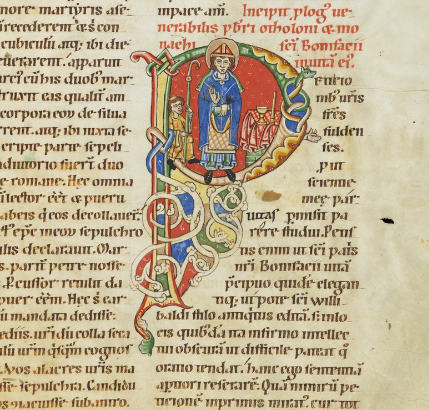
Incipit della Vita di San Bonifacio nella redazione di Otlone di S. Emmerano, conservata nel Passionario di Weissenau, Cologny, Fondation Martin Bodmer, Cod. Bodmer 127, p. 75r (XII sec.).
Immagine tratta da E codices - Biblioteca virtuale dei manoscritti conservati in Svizzera.

Le sole notizie che conosciamo sulla vita e sulle opere di Otlone sono quelle che lui stesso ha lasciato nei suoi scritti, in particolare nel Liber de temptatione cuiusdam monachi, la cui ultima parte ci offre un profilo bio-bibliografico dell'autore.

## Biografia
Otlone di Sant'Emmerano nasce intorno al 1010 a Tegernsee, nella diocesi di Frisinga, da una nobile famiglia bavarese. Studia prima presso l'abbazia di Tegernsee e, dal 1024, in quello di Hersfeld in Franconia, dove per la sua abilità di scrittura diventa copista al servizio del vescovo di Würzburg Meginardo (1018-1034).
Tornato a Frisinga in veste di chierico, il suo conflitto con Werinhar, vescovo della città, lo costringe a fuggire e a chiedere ospitalità a Burcardo, abate dal 1030 al 1037 dell'abbazia di Sant'Emmerano a Ratisbona, dove prende gli ordini nel 1032. Nel Liber de temptatione l'ormai anziano monaco la definirà una scelta affrettata, presa senza consultare né la famiglia né gli amici e nel fervore della giovinezza (aveva infatti una ventina d'anni), fervore che esponeva i suoi voti a pericoli molto maggiori che se li avesse presi in un'età più matura. In questo modo aveva inoltre deluso le aspettative del padre, che sperava di vederlo raggiungere posizioni di prestigio nella carriera ecclesiastica grazie alla sua formazione di alto livello.
Di tale conversione improvvisa gli studiosi hanno dato diverse interpretazioni. G. Vinay la ritiene il frutto di un'“auto-psicoterapia faticata e sofferta”: Otlone, moralizzatore nato, si sarebbe ritirato in monastero per sfuggire all'incoerenza morale della storia; il monastero sarebbe stato per lui un muro, una difesa dai campi aperti della vita e l'avrebbe sottratto alle dispute degli intellettuali e alle prepotenze giustificate dalle gerarchie, quelle stesse prepotenze che l'avevano costretto a fuggire dalla diocesi natia per rifugiarsi a Sant'Emmerano. Secondo altri studiosi, invece, nella scelta della monacazione di Otlone le motivazioni individuali si intrecciano a un fenomeno pervasivo della cultura medievale: il millenarismo, ovvero l'attesa ossessiva della fine del mondo. Essa era stata annunciata nell'Apocalisse di Giovanni, il quale la collocava “Quando mille anni saranno compiuti”. Tale ipotesi non è da escludere, infatti Otlone prende i voti poco dopo la Pasqua del 1032, esattamente un anno prima del millenario della morte e resurrezione di Cristo: non sembra dunque impossibile che sulla sua scelta affrettata abbiano influito, oltre al pericolo contingente, un vago timore della fine unito ad ansia di salvezza, sentimenti non estranei nemmeno ai suoi contemporanei e acuiti in lui dalla sua particolare sensibilità.
A Sant'Emmerano, nonostante la giovane età, riceve l'incarico di magister scholae, affidatogli da Burcardo in virtù della sua istruzione nelle arti liberali. Otlone annovera tra i suoi allievi Guglielmo di Hirsau, futuro abate di Sant'Emmerano che lo citerà nel De musica. Intorno al 1055 l'abate Reginardo lo nomina decano per una disposizione del vescovo di Ratisbona Ottone, e non secondo la santa regola, fatto che provoca la reazione di Otlone, incrementando i suoi attriti con l'abate e con il vescovo. Otlone ha infatti smascherato dei complotti tra i due superiori, complici nella sottrazione di alcuni beni appartenenti all'abbazia di Sant'Emmerano. La tensione è tale che Otlone, giunto a temere per la propria vita a causa delle minacce del vescovo e di una congiura dei suoi confratelli, nel 1062 abbandona Sant'Emmerano e si rifugia a Fulda. Quello stesso anno un terribile incendio devasta il cenobio di Sant'Emmerano, spargendo lutto e devastazione, fatto che Otlone interpreta come punizione divina dei gravi peccati lì perpetrati.
Durante i quattro anni trascorsi a Fulda (1062-1066), Otlone scrive il Liber visionum, il Liber de admonitione clericorum et laicorum, il Liber proverbiorum e, spinto dalle insistenti preghiere dei monaci, realizza una nuova redazione della Vita Sancti Bonifacii, ormai di faticosa lettura. Tra 1066-1067 torna infine a Sant'Emmerano, dopo una sosta precauzionale presso il cenobio di Amorbach; qui su stimolo dell'abate compone il sermone Quomodo legendum sit in rebus visibilibus. Durante gli ultimi anni a Sant'Emmerano l'anziano Otlone compone il Liber de temptatione, una sorta di autobiografia spirituale, che testimonia la lotta lacerante tra il suo lato razionale e quello di fede, la cui ultima parte consiste in un'accurata notizia bio-bibliografica sull'autore. Muore a Sant'Emmerano il 23 novembre di un anno imprecisato tra il 1070 e il 1083.

## Opere
La notevole produzione letteraria di Otlone è riassunta dall'autore stesso in una lunga sezione del Liber de temptatione. Nel tracciare un bilancio della propria attività compositiva, Otlone si assegna la paternità degli undici scritti elencati a seguire eccetto il Liber de temptatione, che viene attribuito a Otlone solo in seguito da Bernhard Pez. Tutti questi testi sono giunti fino a noi, spesso in circostanze straordinarie, mentre è andato perduto il Liber de confessione.

### Scritti teologici e morali

#### De spirituali doctrina
Compendio teologico e manuale di condotta cristiana in versi, non privo di intenti polemici contro il degrado morale del clero. Otlone ci riferisce che il primo incentivo alla composizione di quest'opera fu il suo ingresso in monastero nel 1032, in seguito ai contrasti con il vescovo di Frisinga.
Tradizione manoscritta
- München, Bayerische Saatsbibliothek, Clm 14756, ff. 112v-126v e 143v-154

È l'unico testimone manoscritto dell'opera. Riconosciuto da Bischoff come in parte autografo e in parte idiografo di Otlone, contiene la prima stesura dell'opera e le correzioni effettuate in un secondo tempo dall'autore per rasura o in interlinea.

#### Dialogus de tribus quaestionibus
Trattato di teologia e di mistica del numero in forma di dialogo tra due interlocutori, composto verosimilmente intorno al 1055. In esso Otlone, anziché presentarsi come di consueto come un clericus quidam, si mette in scena apertamente mentre conversa con un confratello.
Tradizione manoscritta
- Heil. Heilingenkreuz, Stiftsbibliothek, 148, ff. 72 v-103r (XII sec.)
- Berlin, Staatsbibliothek, lat. Qu. 922 (olim Lambach 77?) (XII sec.)

Essi contengono il Dialogus associato ad altre opere di Otlone: tale associazione presente in entrambi i codici suggerisce una loro origine comune o, più difficilmente, che uno derivi dall'altro.

#### Libellus manualis de admonitione clericorum et laicorum
Breve trattato di morale cristiana redatto a Fulda tra 1062 e 1066.
Tradizione manoscritta
- M2 München, Bayerische Staatsbibliothek, Clm 14490, miscellanea di scritti di Otlone in larga parte autografa.

### Scritti agiografici

#### Vita Sancti Bonifacii
Vita di San Bonifacio, fondatore e patrono di Fulda, realizzata da Otlone durante il suo soggiorno a Fulda (1062-1066) per esplicita richiesta di alcuni monaci interessati a disporre di una nuova biografia del loro patrono. Essa si configura come un riadattamento dell'antica Vita Bonifacii di Wimbaldo, ormai inservibile per via della lingua e dello stile antiquato. Otlone afferma di averne migliorato lo stile e di averla integrata tramite il ricorso ad altre fonti, tra cui l'epistolario di Bonifacio, conservato in uno o più codici nel monastero. La Vita di Otlone è l'unico testimone dell'epistola 20.
Tradizione manoscritta
22 testimoni, 18 individuati da Levinson mentre realizzava la sua edizione per MGH nel 1905, a cui se ne aggiungono altri quattro reperibili tramite database online. Secondo Levinson l'opera si presenta in tre redazioni: quella originale, una risistemazione fuldense e una terza forma derivata dalla contaminazione delle due precedenti.

#### Vita Sancti Nicolai
Vita del santo composta da Otlone intorno al 1062, su richiesta dei suoi confratelli.
Tradizione manoscritta
- München, Bayerische Saatsbibliothek, Clm 14419, ff. 20r-36v (sec. XII).

#### Vita Sancti Wolfgangi
Vita di Wolfkang, vescovo di Ratisbona dal 972 al 994, scritta da Otlone intorno al 1052 per desiderio di alcuni confratelli. Otlone afferma a tal fine di essersi impegnato a colligere e corrigere le notizie tratte da due fonti: De miraculis et memoria cultorum sancti Emmerani di Arnoldo e una Vita perduta giunta dal monastero ex Francis. Probabilmente vi unisce anche le informazioni fornitegli a voce dai monaci di S. Emmerano. Il testo conosce una diffusione relativamente ampia.
Tradizione manoscritta
- Einsiedeln, Stiftsbibliothek, 322, ff. 187r-306r (sec. XI)
- München, Bayerische Staatsbibliothek, Clm 13101, ff. 111r-131r (sec. XII)
- Wien, Österreichische Nationalbibliothek, 2217, ff. 71r-84r (sec. XIV)
- Wien, Österreichische Nationalbibliothek, 3777 (sec. XV)
- Wien, Österreichische Nationalbibliothek, 818, ff. 107-116 (sec. XV)
- München, Bayerische Staatsbibliothek, Clm 18660, ff. 136r-153r (sec. XV)
- München, Bayerische Staatsbibliothek, Clm 1843, ff. 1r-38v (sec. XV)
- Melk, Stiftsbibliotek, 1869 (398 H. 9), ff. 289v-302r (sec. XV)
- W München, Bayerische Staatsbibliothek, Clm 22244, ff. 99r-110v (sec. XII)
- Admont, Stiftsbibliotek, 440, ff. 102r-115r (sec. XII)
- Kremsmünster, Stiftsbibliotek, CC 128, ff. 96r-113v (sec. XIV)
- Zwettl, Zisterzienserstift, 14, ff. 93v-200r (sec. XIII)

#### Vita Sancti Altonis
Vita di Altone, fondatore del monastero di Altenmünster, composta da Otlone per appianare le difficoltà sorte nel 1057 dopo il trasferimento dei monaci di Altenmünster a Weingarten, quando si pose il problema di riconvertire l'antica abbazia a uso di una comunità femminile. Otlone vi rivendica il diritto delle religiose di attingere acqua alla fonte situata presso la chiesa del monastero. Pubblicato dai Bollandisti come testo anonimo, lo scritto è attribuito a Otlone sulla base di un riferimento nel Liber de temptatione a una Vita sancti Altonis che l'autore dichiara di aver composto prima del trasferimento a Fulda. Tale attribuzione è formulata con cautela da Pez ed è difesa da Waitz nella prefazione all'edizione inclusa negli MGH.
Tradizione
- München, Bayerische Staatsbibliothek, Clm 21707, ff. 11r-25v.

Il testo è tramandato da questo unico testimone quattrocentesco mutilo del prologo.

#### Vita Sancti Magni
Vita del fondatore del monastero di Füssen, intrapresa da Otlone nel 1068 su commissione, per appianare le irregolarità logiche e linguistiche del testo precedente, ormai inservibile. Il testo in questione era probabilmente della Vita sancti Magni dello pseudo-Teodoro (BHL 5162). Gli interventi di Otlone sono puramente di tipo formale: arrotondamento delle frasi, rifinitura del lessico, eliminazione di incongruenze e informazioni non essenziali al racconto.
Tradizione manoscritta
- Bruxelles, Bibliothèque des Bollandistes, ms. 139, ff. 349 r-358v (sec. XVII). È l'unico testimone a trasmettere il testo nella sua interezza, includendo il prologo e il lungo congedo dal lettore in cui Otlone esprime il proprio fine e le proprie strategie.
- Stuttgart, Württemburgische Landesbibliothek, Cod. Bibl. Fol. 58, ff. 27r-36r (sec. XIII) Terzo volume di un leggendario del 1150, conserva il testo privo di prologo ed epilogo.
- Kynzwart, Zameckà Knihovna, 20.D.22, II, ff. 141v-157r (seconda metà sec. XII) Secondo volume del cosiddetto “Passionario di Ochsenhausen”, mantiene il prologo ma presenta solo alcune righe dell'epilogo. Poiché il testo è probabilmente andato incontro a precoci processi contaminatori non è semplice ricostruire lo stemma codicum.

### Opera scolastica:Libellus proverbiorum
Raccolta di detti di autori antichi, che nei progetti dell'autore avrebbe dovuto sostituire i Disticha Catonis nell'istruzione elementare. I vari detti sono disposti per serie alfabetiche: a ogni lettera corrisponde un numero variabile di brevi enunciati, da un minimo di tre a un massimo di oltre cento, ordinati in un primo blocco di proverbi biblici, un secondo di detti tratti da testi patristici o letterari e un terzo blocco di proverbi in versi. L'opera è composta a Fulda ma è soggetta a varie riedizioni successive per via della facilità di integrazione o riduzione dei proverbia. L'esistenza di numerose redazioni anche non autoriali testimonia una tradizione del testo particolarmente attiva.
Tradizione manoscritta
Testimoni dell'intera raccolta
- München, Bayerische Staatsbibliothek, Clm 14137, ff. 23r-49r (sec. XI) (St. Emmeram).
- München, Bayerische Staatsbibliothek, Clm 18937, ff. 230r-256r (sec. XI) (Tegernsee).
- München, Bayerische Staatsbibliothek, Clm 536, ff. 102r-136r (sec. XII) (Prüll)

Testimoni di versioni ridotte
- München, Bayerische Staatsbibliothek, Clm 19411, ff. 49v-52r (sec. XIII)
- München, Bayerische Staatsbibliothek, Clm 9510, f. 102 (sec. XI)
- Wien, Österreichische Nationalbibliothek, lat. 2521, ff. 4v-5v (sec. XIII)
- Zurich, Zentralbibliothek, C 57, ff. 198r-213r (sec. XI, Sankt Gallen), manoscritto riconosciuto da Bischoff come parzialmente autografo di Otlone.

### Scritti minori e opere spurie
Alle opere principali va aggiunta una serie di scritti minori (trattatelli, sermoni, preghiere, tra cui la Precatio Theodisca, preghiera in volgare tedesco accompagnata da traduzione latina); resta invece controversa l'attribuzione a Otlone di un'ultima opera, la Translatio sancti Dyonisi.

## Menzioni
Otlone è menzionato nelle seguenti opere:
- Hieronymus de Mondsee, Commentarius in vitam sancti Wolfgangi
- Hieronymus de Mondsee, Legenda sancti Wolfgangi
- Guglielmo di Hirsau, De astronomia
- Guglielmo di Hirsau, De musica
- Versus Romae (ed. rif. MGH Poetae vol. III pp. 555–556)

### Edizioni critiche
- De spirituali doctrina Edizione di Bernhard Pez in Thesaurus anecdotorum novissimus, cur. Bernhard Pez (1723), vol. 3, pp. 429–482; poi confluita in PL 146, 263-300.
- Dialogus de tribus quaestionibus  Edizione di L. Wydemann inThesaurus anecdotorum novissimus, cur. Bernard Pez (1723), vol. 3, pp. 141–250; poi confluita in PL 146, 59-134.
- De admonitione clericorum et laicorum   Edizione di K. Altlechner in Thesaurus anecdotorum novissimus, cur. Bernard Pez (1723), vol. 3, pp. 401–428; poi confluita in PL 146, 243-62.
- Vita Sancti Bonifacii Editio princeps di Dobneck ‘Cochaleus’, Magonza 1549; Edizione realizzata da Enrico Canisio tra fine ‘500 e inizio ‘600, che confluirà poi negli Acta scantorum e da qui a PL89, 633-64; Edizione di W. Levinson per  MGH. Scriptores rerum Germanicarum in usum scholarum separatim editi vol. 57 (1905), pp. 111-217.
- Vita Sancti Nicolai   Non esistono ancora un'edizione critica del testo né studi sulla sua tradizione. Disponiamo, però, limitatamente al prologo e all'ultimo capitolo dell'edizione di Wilhelm Wattembach. A questa si aggiungono i codici registrati da BHL online.
- Vita Sancti Wolfkangi Edizione di Georg Waitz per MGH. Scriptores in Folio 4 (1841), pp. 521-542.
- Vita sancti Magni  Edizione di M. Coens, in "La Vie de S. Magne de Füssen par Otloh de St. Emmeran, Analecta Bollandiana 81 (1963), pp. 159-227.
- Liber visionum  Edizione di P. G. Schmidt in MGH. Quellen Zur Geistesgeschichte'' vol. XIII, Böhlau, Weimar 1989.
- Libellus proverbiorum   Edizione in Thesaurus anecdotorum novissimus, cur. Bernard Pez (1723), vol. 3, pp. 483-536.  Edizione di G. C. Korfmacher, Loyola University Press  (1936).
- Liber de temptatione cuiusdam monachi   Edizione di S. Gäbe, Otloh von St. Emmeram «Liber de temptatione cuiusdam monachi». Untersuchung, kritische Edition und Übersetzung, Peter Lang, 1999.
- Translationis et inventionis sancti Dionysii Ratisponensis historia   Edizione di A. Hofmeister in MGH. Scriptores rerum Germanicarum in usum scholarum separatim editi vol. 30, Hiersemann (1926), pp. 823-37.
- Il Thesaurus anecdotorum novissimus a cura di Bernhard Pez (1723), vol. 3, riporta, oltre al testo di De spirituali doctrina, Dialogus de tribus quaestionibus, De admonitione clericorum et laicorum, Liber visionum e Libellus proverbiorum (pp. 483-536), anche il testo di opere minori come De permissionis bonorum et malorum causis (pp. 251-256), De cursu spirituali (pp. 257-400) e Sermo in Natali Apostolorum (pp. 437–544).
- Otlone di Sant'Emmerano,Vita sancti Nicolai (BHL 6126). Edizione critica, traduzione e commento a cura di Christian Giacomozzi, 2021, SISMEL - Edizioni del Galluzzo - Firenze

### Studi critici

#### In italiano
- V. FRAVVENTURA, Othlo Sancti Emmerammi Ratisponiensis mon. in P. Chiesa – L. Castaldi, La trasmissione dei testi latini del Medioevo. Mediaeval Latin Texts and Their Transmission. Te.Tra.  IV, SISMEL. Edizioni del Galluzzo, Firenze 2012, pp. 392–412.
- G. GERMANO, Autorità dei Classici e autorità dei Padri nel secolo XI: intellettuali del monastero di S. Emmerano in Ratisbona fra piacere della lettura e senso di colpa in Auctor et auctoritas in Latinis medii aevi litteris. Author and Authorship in Medieval Latin Literature. Proceedings of the VI Congress of the International Medieval Latin Committee (Benevento-Napoli, November 9-13, 2010), cur. E. D'Angelo - Jan M. Ziolkowski, SISMEL. Edizioni del Galluzzo, Firenze 2014, pp. XV-1256, 411-22.
- R. GRÉGOIRE, L'autobiografia monastica in L'autobiografia nel Medioevo. Atti del XXXIV Convegno storico internazionale. Todi, 12-15 ottobre 1997, CISAM, Spoleto 1998, pp. X-352, 81-101.
- P. R. ROMANELLO, Il labirinto della storia. Logica delle tentazioni diaboliche in Otlone di Sant'Emmerano, Lubrina editore, Bergamo 1999.
- R. STANCHI, Fondare una tradizione. Appunti su due “Vitae” di Otloh di St. Emmeram in Rivista di storia e letteratura religiosa, 25 (1989) pp. 404–422.
- G. VINAY, Otlone di Sant'Emmeram. Ovvero l'autobiografia di un nevrotico in La storiografia altomedievale. Settimane di studio del centro italiano di studi sull'alto Medioevo, 17.: 10-16 aprile 1969, vol. 1, Spoleto 1970, pp. 13–37.

#### In inglese
- E. JOYCE, Scribal Performance and Identity in the Autobiographical Visions of Otloh of St. Emmeram in Essays in Medieval Studies, 2005, 22, pp. 95–106.
- W. OTTEN, The Bible and the Self in Medieval Autobiography: Otloh of St. Emmeram (1010-1070) and Peter Abelard (1079-1142) in D. E. Aune, J. McCarthy, The Whole and Divided Self: The Bible and Theological Anthropology, Crossroad, New York 1997, pp. 130–57.
- I. RESNICK, Scientia liberalis, Dialectics, and Otloh of St. Emmeram in Révue Bénédictine vol. 97, Brepols, 1987, pp. 241–252.
- I. RESNICK, Literati, Spirituales, and Lay Christians according to Otloh of Saint Emmeram in Church History vol. 55, 1986, pp. 165–78.

#### In tedesco
- B. BISCHOFF, Literarisches und künstlerisches Leben in St. Emmeram (Regensburg) während des frühen und hohen Mittelalters, in B. Bischoff, Mittelalterliche Studien 2, Stuttgart 1967, pp. 88–108, 112-115.
- B. BISCHOFF, Über unbekannte Handschriften und Werke Otlohs von St. Emmeram (Regensburg), Studien und Mitteilungen zur Geschichte des Benediktinerordens, vol. 54, 1936, pp. 15–23.
- B. BISCHOFF ,Verfasserlexikon, vol. XI, 2004, col. 1116-1152.
- W. BLUM: Otloh von St. Emmeram in Biographisch-Bibliographisches Kirchenlexikon, Herzberg 1993.
- M. HEIM, Otloh von St. Emmeram (1036-1059) in Lebensbilder aus der Geschichte des Bistums Regensburg, a cura di G. Schwaiger, Regensburg 1989, pp. 124–131.
- S. MÜLLER, Otloh von St. Emmeran in Neue Deutsche Biographie, Berlino 1999, p. 646.
- H. RÖCKELEIN, Otloh, Gottschalk, Tnugdal: Individuelle und kollektive Visionsmuster des Hochmittelalters in Europäische Hochschulschriften. Reihe III. Geschichte und Hilfswissenschaften, Dissertation Tübingen, Frankfurt am Main 1987.
- H. RÖCKELEIN., Otloh von Sankt Emmeram in Lexikon des Mittelalters, München/Zürich 1993.
- W. WATTENBACH, Otloh von St. Emmeran in Allgemeine Deutsche Biographie, Leipzig 1887, p. 546.
- H. SCHAUWECKER, Otloh von St. Emmeram, Studien und Mitteilungen zur Geschichte des Benediktinerordens 74, 1963, pp. 3–240.
- A. SCHMID, Auf glühendem Thron in der Hölle': Gebhard III., Otloh von St. Emmeram und die Dionysiusfälschung in Ratisbona Sacra. Das Bistum Regensburg im Mittelalter. Kunstsammlungen des Bistums Regensburg - Diözesanmuseum Regensburg. Kataloge und Schriften. 6. Schnell und Steiner (1989), pp. 119–21.
- SCHRÖBLER, Otloh von St. Emmeram und Hieronymus. Beiträge zur Geschichte der deutschen Sprache und Literatur, 79, 1957, pp. 355–362.
- N. USKOV, Die Conversio eines Mönches im 11. Jahrhundert. Otloh von St. Emmeram bei der Arbeit an seiner Autobiographi (Verhandlungen des Historisches Vereins für Oberpfalz und Regensburg) 139, 1999, pp. 1–39.